# 瓦鎮

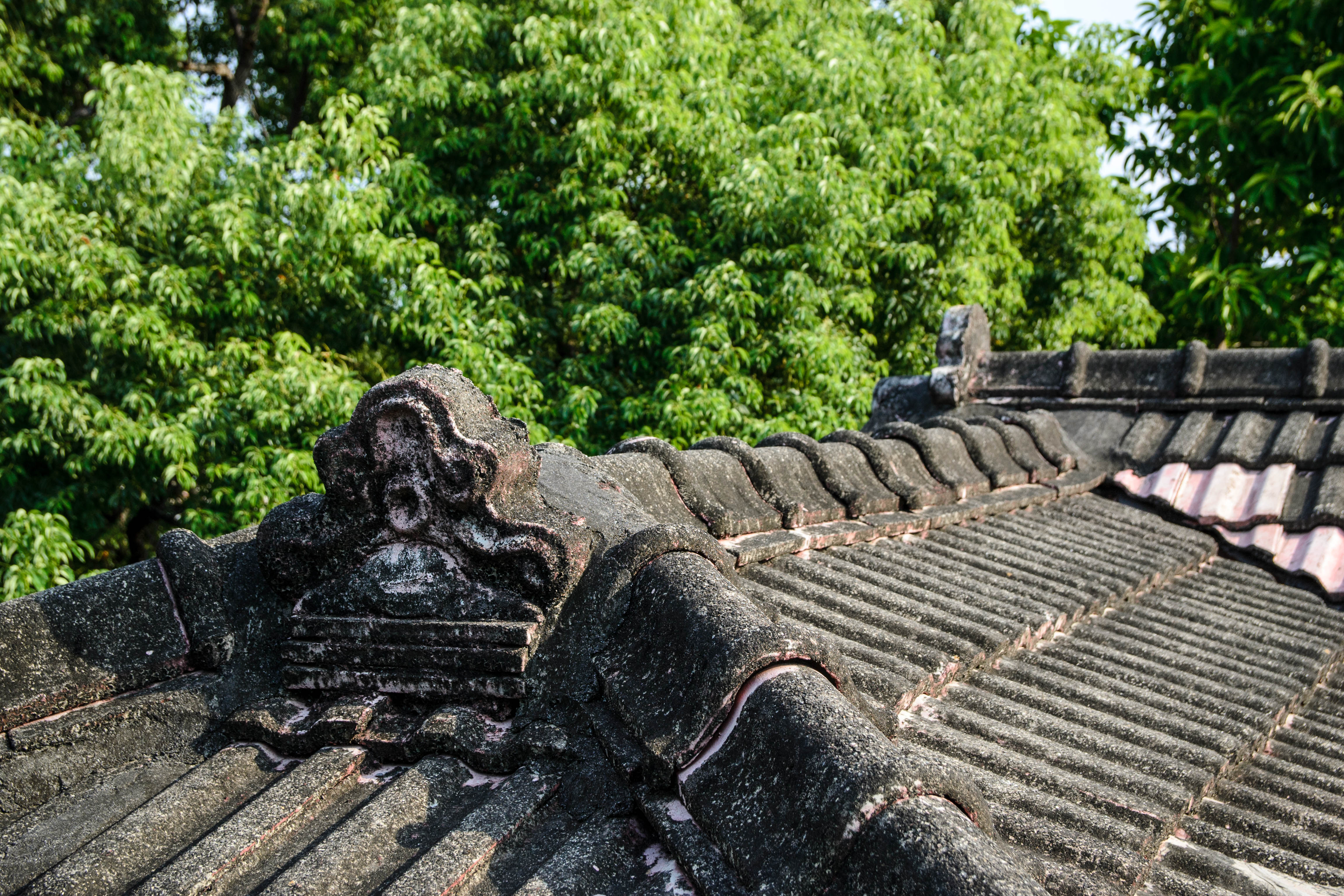
左營海軍眷村的瓦鎮

瓦鎮，日本稱為棟鬼瓦或東鬼瓦，是日本傳統建築和台灣漢族傳統建築中正脊和垂脊銜接的地方（即山牆頂端）所設置的一種瓦裝飾物，即為壓瓦鎮邪之物，是「屋頂瓦片上的鎮邪物」。一般而言，台灣傳統建築山牆頂端裝飾的可分為燕尾、馬背與瓦鎮。又其三者中，瓦鎮出現時間較晚，是在日治時代受日式建築影響而出現，且目前尚未在中國大陸地區被發現，是臺灣早期建築特色之一。傳統上，燕尾用於廟宇或官宦人家；馬背與瓦鎮則為一般民宅所使用。由於瓦鎮小巧，絕大部分使用於一條龍民宅或三合院，較少在大厝院落或有護龍之大型古宅中使用。

## 台灣
依瓦鎮數量又可分為兩種，單獨一片的瓦鎮，稱為「單一瓦鎮」，普遍被使用；若於瓦鎮前後再多有一至數片瓦鎮，使之重疊者，則叫「重疊瓦鎮」。若依其樣式分類，又有林宗聖及高燦榮兩家的分法：
- 根據高燦榮所著之《燕尾、馬背、瓦鎮─台灣古厝屋頂的型態》，可分為方形、三梅瓣托葉、獸頭、鵝形及葫蘆形等五類[3]。
- 根據林宗聖於臺灣山岳雜誌第94期中所寫的《馬背燕尾與疊砌法》，則可分為四類：

| 樣式       | 敘述                       |
| 瓦鎮三形   | 幾何形瓦鎮，較少被使用。   |
| 瓦鎮三形   | 梅瓣形瓦鎮，使用最普遍。   |
| 瓦鎮三形   | 梅瓣托葉形，普遍程度次之。 |
| 獸頭形瓦鎮 | 最少被使用。               |